# 齐亚诺皮亚琴蒂诺
齐亚诺皮亚琴蒂诺（義大利語：Ziano Piacentino），是意大利皮亚琴察省的一个市镇。总面积32平方公里，人口2699人，人口密度84.3人/平方公里（2009年）。ISTAT代码为033048。

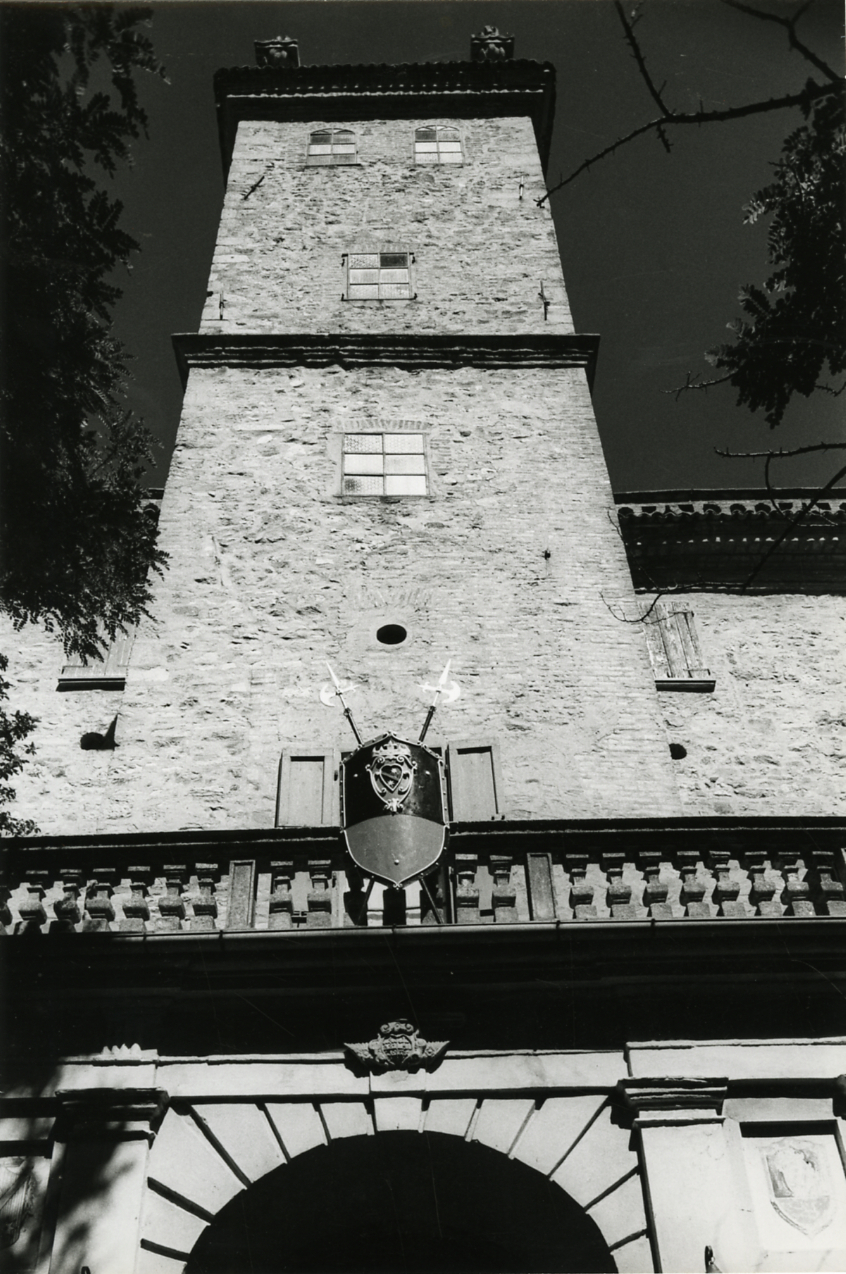
Paolo Monti, 1981